# Kolymocyba petrophila
Kolymocyba petrophila là một loài nhện trong họ Linyphiidae.
Loài này thuộc chi Kolymocyba. Kolymocyba petrophila được Kirill Yuryevich Eskov miêu tả năm 1989.